# كاندولس، ملك ليديا، يعرض زوجته سرا لغيغس، أحد وزرائه، وهي في طريقها لسريرها

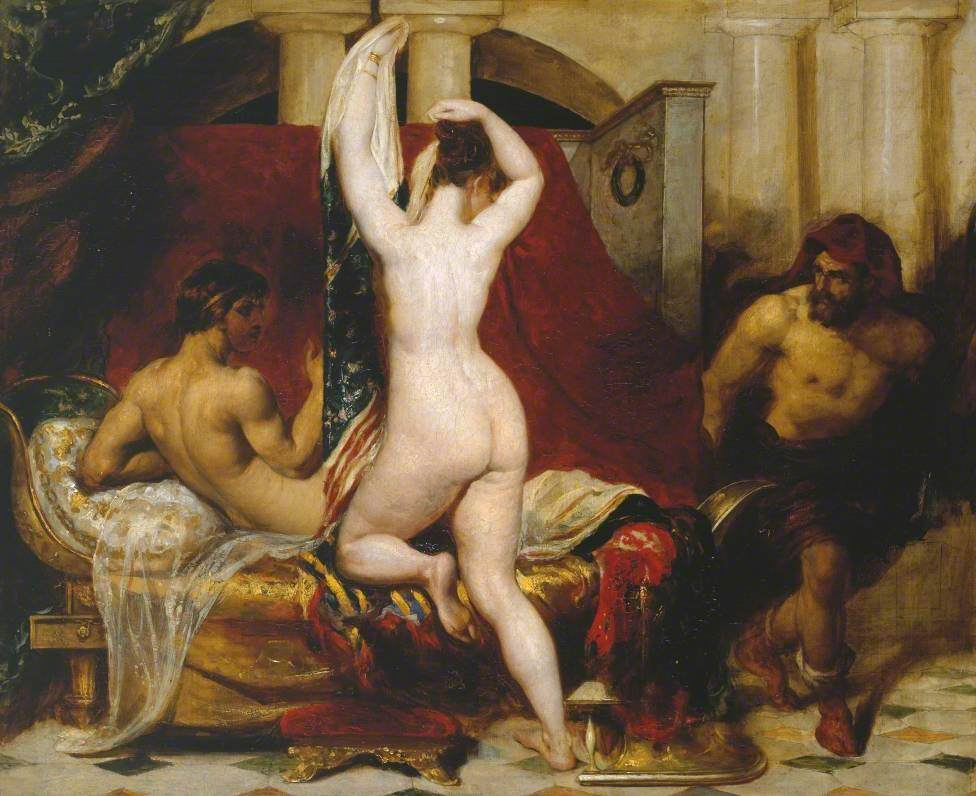
كاندولس، ملك ليديا، يعرض زوجته سراً لغيغس، أحد وزرائه،وهي في طريقها لسريرها

كاندولس، ملك ليديا، يعرض زوجته سراً لغيغس، أحد وزرائه، وهي في طريقها لسريرها (بالإنجليزية: Candaules, King of Lydia, Shews his Wife by Stealth to Gyges, One of his Ministers, as She Goes to Bed)‏ وكانت تعرف في السابق بأسم حماقة كاندولس (بالإنجليزية: The Imprudence of Candaules)‏  هي لوحة زيتية قياس 45.1 x 55.9 سم رسمها الفنان الإنغليزي وليام إيتي، عُرضت لأول مرة في الأكاديمية الملكية عام 1830. تصور اللوحة مشهد من كتاب التاريخ لهيرودوت، ويروي أن كاندولس، ملك ليديا، يدعو حارسه الشخصي لغيغس ليختبئ في غرفته الشخصية ويشاهد زوجته نيسيا وهي عارية، ليبرهن له على جمالها. لاحظت نيسيا أن غيغس يختلس النظر وتحدته إما أن يقبل بأن يُعدم أو أن يقتل كاندلوس عقاباً له. اختار غيغس أن يقتل كاندولس ويحل محله ملكاً. توضح اللوحة اللحظة التي كانت فيها نيسيا تعتقد أن ليس هناك أحد يراها سوى زوجها وكانت تنزع أخر قطعة من ملابسها.
كان إيتي يأمل أن يوصل لجمهوره درساً أخلاقياً وهو أن النساء لا يملكن كالعبيد وأنه لابد من معاقبة الرجال الذين ينتهكون حقوقهن، لكنه بذل بعض المجهود ليفسر هذا للجمهور. سرعان ما أصبحت اللوحة مثيرة للجدل، حيث كان ينظر لها على أنها مزيجاً ساخراً يجمع بين الصورة الإباحية والسرد العنيف والمزعج، وشُجبت باعتبارها قطعة فنية غير أخلاقية من النوع الذي يمكن توقعه من فنان أجنبي وليس بريطاني. اشتراها روبرت فرنون وقت عرضها، وعام 1847 كانت إحدى اللوحات التي تبرع بها فرنون للدولة. في السنوات اللاحقة، احتفظت اللوحة بسمعتها المثيرة للجدل، وعندما اشترت جريدة الفن حق إعادة إنتاج مجموعة فرنون السابقة عام 1849 لم تقم بتوزيع نسخ من حماقة كاندلوس. عام 1929 كانت ضمن مجموعة من اللوحات المختلفة التي تم نلقها إلى معرض تات الذي تم توسعته مؤخراً، وظلت هناك.